# Gauklerblumen
Die Gauklerblumen (Mimulus) sind eine Pflanzen-Gattung. Die Gattung wurde traditionell/früher zur Familie der Braunwurzgewächse (Scrophulariaceae) gerechnet. In der aktuellen Systematik, die auf Gensequenzanalysen beruht, steht die Gattung aber in der Familie Phrymaceae. Die zu den Gauklerblumen (Mimulus) gehörenden Arten sind verschiedengestaltig.

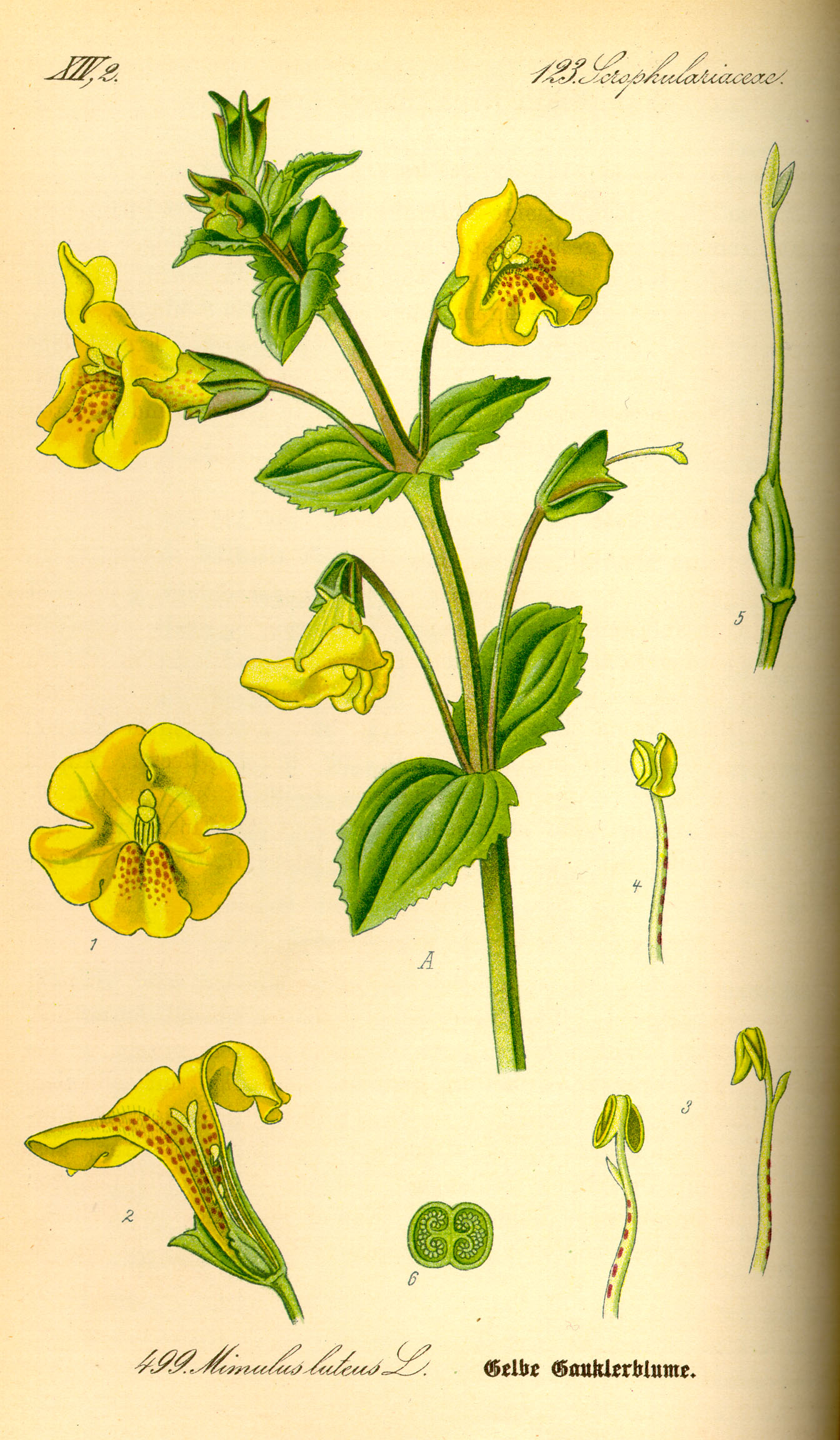
Gelbe Gauklerblume (Mimulus guttatus)
Illustration in:
Otto Wilhelm Thomé: Flora von Deutschland, Österreich und der Schweiz, Gera (1885)

## Beschreibung

### Habitus und Blätter
Bei den meisten Mimulus-Arten handelt es sich um ein- bis mehrjährige krautige Pflanzen. Nur wenige Arten sind Halbsträucher, die eine verholzte Basis haben. In der Regel handelt es sich um Landpflanzen, es gibt jedoch auch Wasserpflanzen, sowohl solche mit untergetauchten Blättern, als auch solche mit über das Wasser emporgehobenen Blättern. Es gibt aufrecht wachsende Arten ebenso wie niederliegende und kriechende. Die Stängel sind im Querschnitt rundlich bis quadratisch und geflügelt. Die Pflanzen können kahl oder drüsig behaart sein. Die Laubblätter sind gegenständig. Bei den meisten Arten haben die Blätter eine breit ovale bis rundliche Form mit stumpfer Spitze. Der Blattrand kann ganzrandig oder gezähnt sein.

### Blütenstand, Blüten und Früchte
Die Blüten stehen einzeln oder in traubigen Blütenständen an den Sprossenden oder einzeln in den Blattachseln.
Die zwittrigen, zygomorphen Blüten sind fünfzählig. Die grüne Kelchröhre, die immer kürzer als die Kronröhre ist, endet vorne mit fünf Zipfeln. Sie ist fünfrippig, wobei die Rippen oft hervortreten, manchmal sogar leicht geflügelt sind.  Die Kronblätter sind zu einer Kronröhre (sie kann röhrig bis glockenförmig sein) verwachsen, die zweilippig endet. Die Unterlippe besteht aus drei meist flach nach vorne oder leicht abwärts geneigten Lappen, die einen guten Landeplatz für bestäubende Insekten bieten. Die Oberlippe besteht aus zwei meist aufrechten bis zurückgekrümmten Lappen. Bei vielen Arten sind die Lappen der beiden Lippen rundlich, es gibt jedoch auch ganz andere Formen. Stets jedoch ist die Unterlippe links und rechts am Eingang der Kronröhre nach oben ausgebeult, bei den meisten Arten ist der Schlund durch diese Ausbeulungen aber nicht verschlossen. Die Narbe ist zweilappig, und die beiden Lappen klappen bei Berührung schnell zusammen. Es kommen gelbe, rote, rosarota, purpurfarbene und blaue Blüten vor. Der Fruchtknoten besteht meist aus zwei verwachsenen Fruchtblättern.
Es werden Kapselfrüchte gebildet, die winzige Samen enthalten.

## Verbreitung und Standortansprüche
Die Gattung hat zwei Diversitätszentren im westlichen Nordamerika und in Australien. Einige Arten findet man auch im östlichen Nordamerika, in Südamerika, in Ost- und Südasien oder in Südafrika. In Mitteleuropa sind zwei Arten eingebürgert (Neophyten).
Die meisten Arten wachsen an feuchten Standorten, etwa in Wäldern, an Waldrändern und in der Nähe von Flüssen.

## Nutzung
Viele Arten und ihre Hybride werden als Zierpflanzen kultiviert. Einige von ihnen sind an verschiedenen Stellen der Welt verwildert.

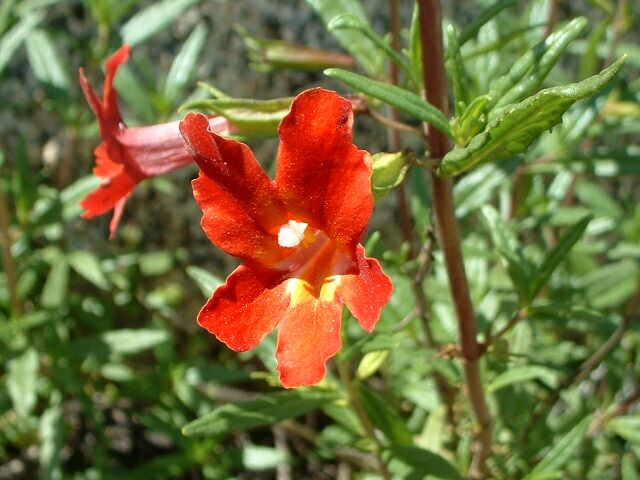
Mimulus aurantiacus

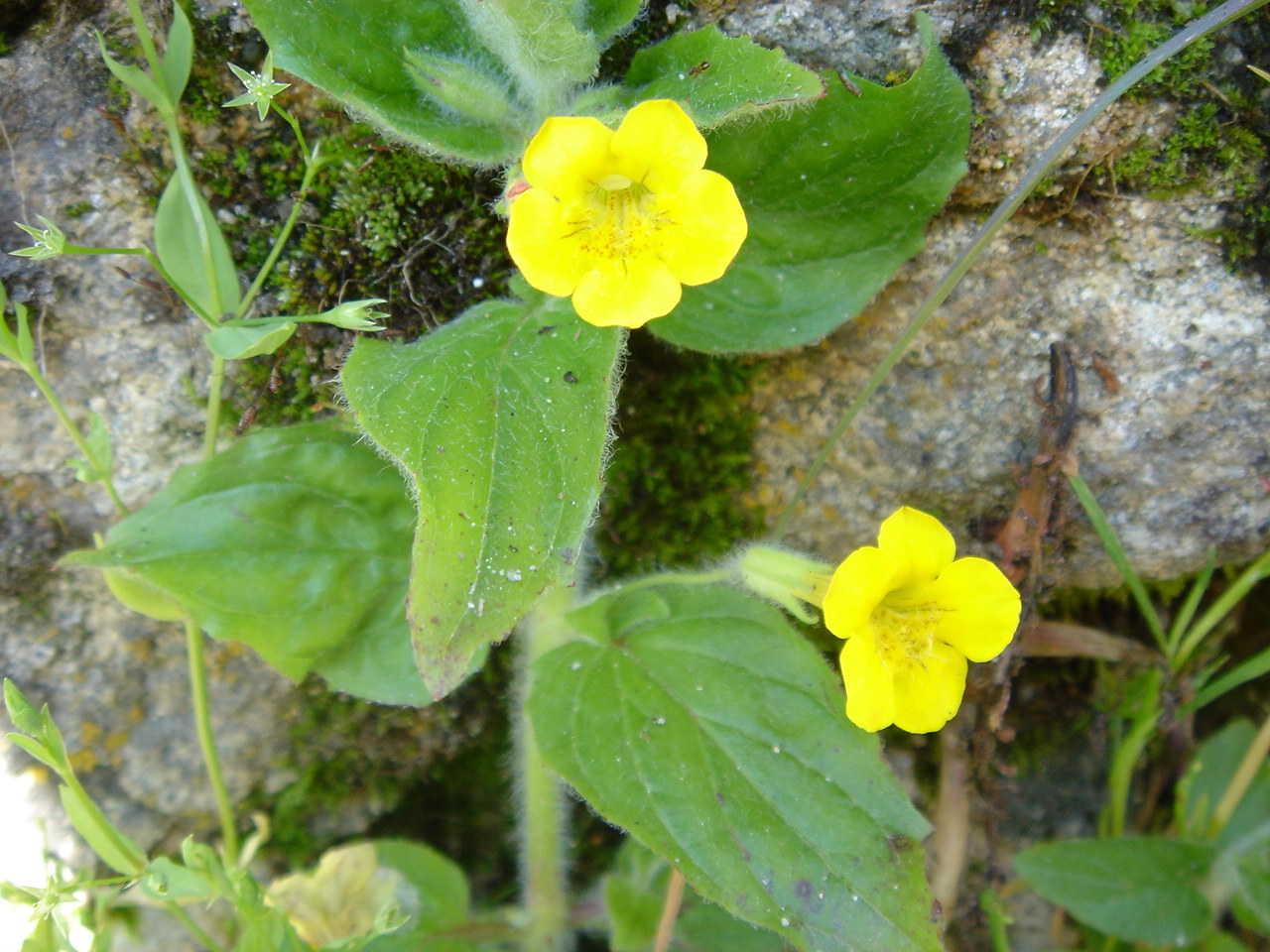
Moschus-Gauklerblume (Mimulus moschatus)

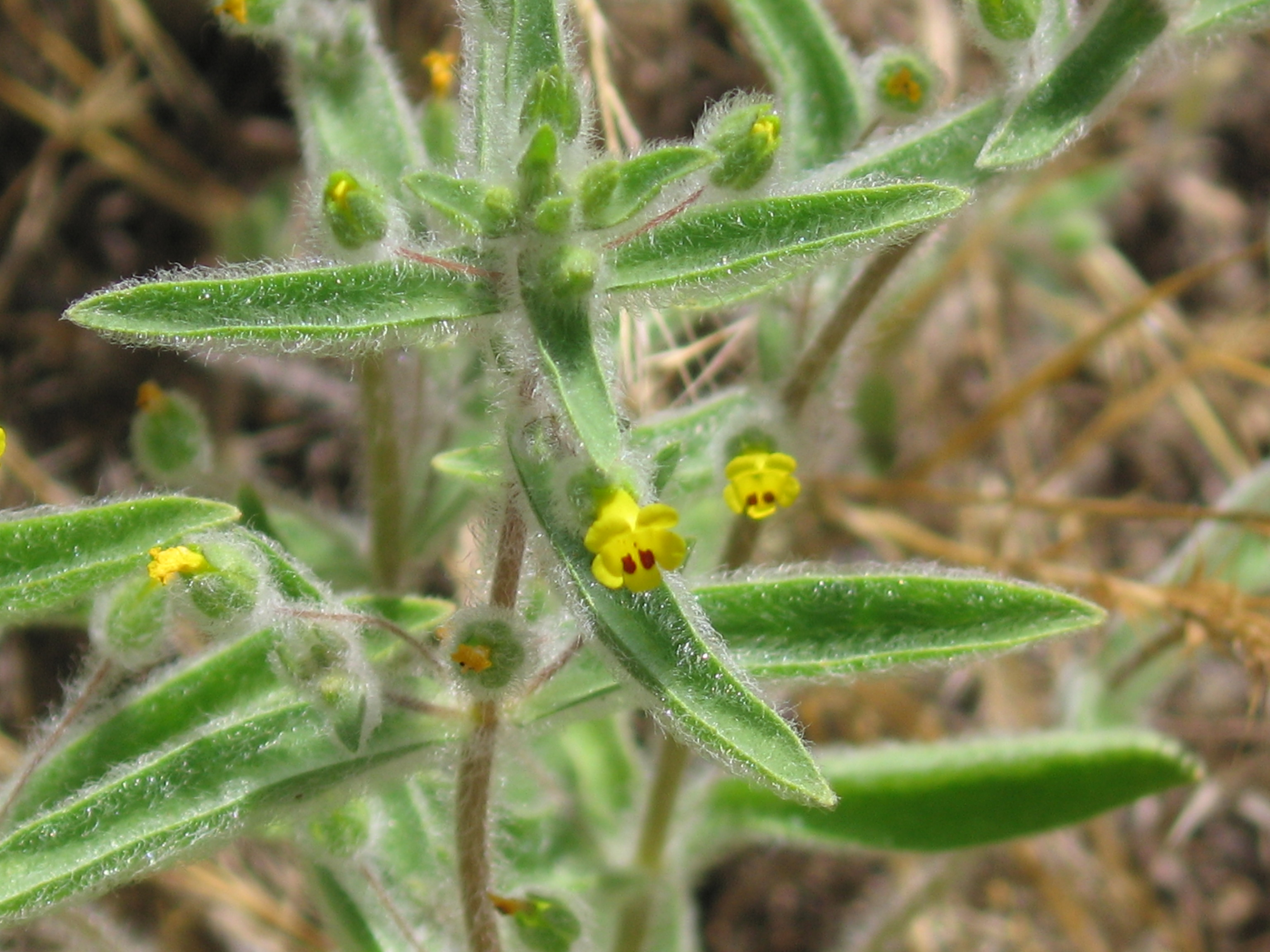
Mimulus pilosus

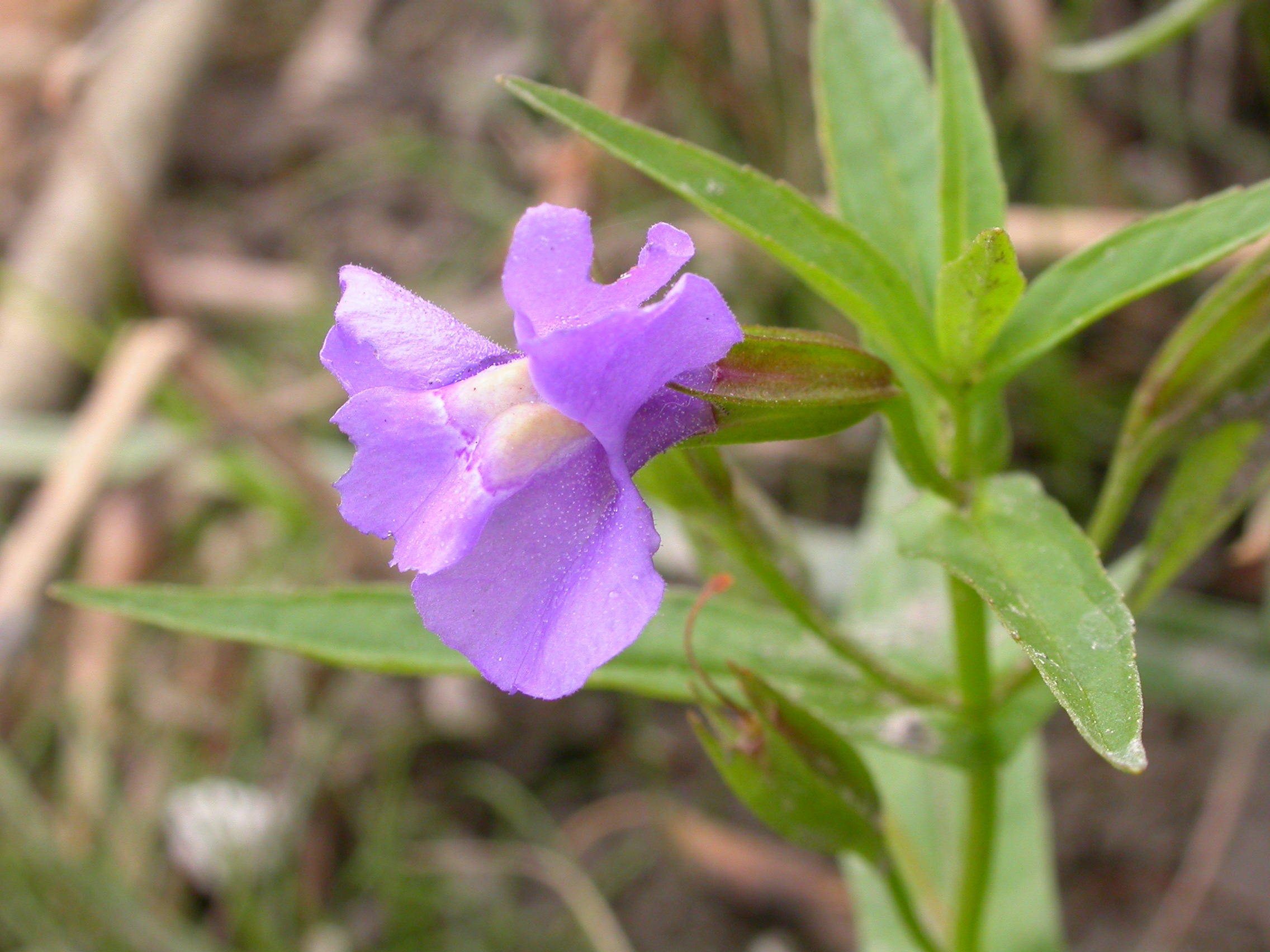
Affenblume (Mimulus ringens)

## Arten (Auswahl)
Die Gattung Mimulus besteht aus etwa 150 bis 170 Arten. Hier eine Auswahl:
- Mimulus alatus Aiton: Sie kommt in den zentralen und östlichen Vereinigten Staaten vor.[2]
- Mimulus alatus × ringens
- Mimulus bodinieri Vaniot: Sie kommt in Yunnan in Höhenlagen zwischen 1900 und 2400 Metern vor.[3]
- Mimulus bracteosus Tsoong: Sie kommt im westlichen Sichuan in Höhenlagen zwischen 1000 und 1500 Metern vor.[3]
- Scharlachrote Gauklerblume (Mimulus cardinalis Douglas ex Bentham), kommt in den USA und in Mexiko vor. Sie wird auch als Erythranthe cardinalis (Douglas ex Benth.) Spach in die Gattung Erythranthe gestellt.[2]
- Kupferrote Gauklerblume (Mimulus cupreus Dombrain): Heimat: Chile. Sie wird auch als Erythranthe cuprea (Dombrain) G.L.Nesom in die Gattung Erythranthe gestellt.[2]
- Mimulus glabratus Kunth: Sie kommt in Mexiko, Guatemala, Nicaragua und Kolumbien vor.[2] Sie wird auch als Erythranthe glabrata (Kunth) G.L.Nesom in die Gattung Erythranthe gestellt.[2]
- Gelbe Gauklerblume (Mimulus guttatus Fisch. ex DC.), eine gelbblühende mehrjährige krautige Pflanze aus Nordamerika, die inzwischen in weiten Teilen Europas eingebürgert ist. Sie wird auch als Erythranthe guttata (DC.) G.L.Nesom in die Gattung Erythranthe gestellt.[2]
- Mimulus langsdorffii Donn ex Sims (auch als Synonym zu Mimulus guttatus Fisch. ex DC.)
- Klebrige Gauklerblume (Mimulus lewisii Pursh), eine Art mit rotvioletten Blüten, die in Nordamerika recht häufig ist. Sie wird auch als Erythranthe lewisii (Pursh) G.L.Nesom & Fraga in die Gattung Erythranthe gestellt.[2]
- Mimulus luteus L., Heimat: Chile, ist in Schottland eingebürgert. Sie wird auch als Erythranthe lutea (L.) G.L.Nesom in die Gattung Erythranthe gestellt.[2]
- Mimulus michiganensis (Pennell) Posto & Prather: Sie kommt in Michigan vor.[2] Sie wird auch als Erythranthe michiganensis (Pennell) G.L.Nesom in die Gattung Erythranthe gestellt.[2]
- Moschus-Gauklerblume (Mimulus moschatus Douglas ex Lindl.), eine kleinere, kriechende Art aus Nordamerika, die in Europa eingebürgert ist. Sie wird auch als Erythranthe moschata (Douglas ex Lindl.) G.L.Nesom & Fraga in die Gattung Erythranthe gestellt.[2]
- Mimulus orbicularis Wall.: Sie kommt in Thailand, Kambodscha, Laos, Vietnam und Myanmar vor.[2]
- Mimulus pilosiusculus Kunth: Sie kommt in Bolivien, Peru, Argentinien und Chile vor.[2] Sie wird auch als Erythranthe pilosiuscula (Kunth) G. L. Nesom in die Gattung Erythranthe gestellt.[2]
- Mimulus primuloides Benth.: Sie kommt in den westlichen Vereinigten Staaten vor.[2]
- Affenblume (Mimulus ringens L.), Heimat: Kanada und USA
- Mimulus × robertsii Silverside (= Mimulus guttatus × Mimulus nummularius), ein in Großbritannien eingebürgerter Bastard
- Mimulus szechuanensis Pai: Eine mehrjährige krautige Art die nur in China beheimatet ist (in den Provinzen: Gansu, Hubei, Hunan, Shaanxi, Sichuan und Yunnan). Sie gedeiht in an feuchten Stellen in Wäldern und entlang von Flüssen in Höhenlagen zwischen 1300 und 2800 Metern.
- Mimulus tenellus Bunge: Sie kommt in verschiedenen Varietäten in Indien, Nepal, Sikkim, Vietnam, Japan und China vor.[3]
- Mimulus tibeticus Tsoong & H.P. Yang: Diese Art ist nur in Tibet (und zwar im südlichen Bereich der chinesischen Provinz Xizang) beheimatet und wächst an schattigen Standorten in Höhenlagen unterhalb 3700 Meter.
- Mimulus tilingii Regel (Syn.: Mimulus langsdorffii var. tilingii (Regel) Greene): Heimat ist Nordamerika. Sie wird auch als Erythranthe tilingii (Regel) G. L. Nesom in die Gattung Erythranthe gestellt.[2]

Nicht mehr zu dieser Gattung wird gerechnet:
- Mimulus aurantiacus Curtis, ein immergrüner Halbstrauch aus Nordamerika. Er wird als Diplacus aurantiacus (Curtis) Jeps. in die Gattung Diplacus gestellt.[2]
- Mimulus nanus Hook. & Arn.: Sie kommt in den USA in den Bundesstaaten Washington, Montana, Wyoming, Idaho, Kalifornien und Nevada vor.[2] Sie wird auch als Diplacus nanus (Hook. & Arn.) G.L. Nesom in die Gattung Diplacus gestellt.[2]
- Mimulus pilosus (Benth.) S. Watson: Heimat: westliches Nordamerika. Sie wird auch in eine eigene Gattung gestellt: Mimetanthe pilosa (Benth.) Greene.